# چاوپی چاوپی
چاوپی چاوپی (به اسپانیایی: Chawpi Chawpi) یک کوه در پرو است که در استان لا اونیون واقع شده‌است. چاوپی چاوپی ۵٬۲۰۰ متر بالاتر از سطح دریا واقع شده‌است.